# Міжнародний комітет з петрології вугілля і органічної речовини
Міжнародний комітет з петрології вугілля і органічної речовини (англ. International Committee for Coal and Organic Petrology) (ICCP) — міжнародна недержавна наукова організація з петрології вугілля, яка включає 38 країн-членів (2019 р.). Робочі мови — англійська, французька, німецька.

## З історії заснування
Створено у червні 1953, Гелін (Нідерланди), дотримуючись рекомендацій 3-ї конференції з стратиграфії вуглецю, 1951, Херлен (Нідерланди). Статут ICCP, прийнято у 1978 р .; переглянуто у 1991 та 1999 рр. Статути, написані відповідно до законодавства Великої Британії.

## Мета організації
Забезпечити постійний міжнародний обмін науковою інформацією, що пов'язана з органічною петрологією; розробити міжнародну номенклатуру петрографії вугілля; розробляти та публікувати остаточні описи, удосконалювати та стандартизувати аналітичні методи в цих галузях; розробляти нові програми в геології та промисловості.

## Досягнення
- визначення мікро-складових лігніту (бурого вугілля), бітумінозного вугілля та диспергованих органічних речовин;
- розробка міжнародних стандартизованих аналітичних методів з використанням мікроскопії відбитого світла та флуоресценції;
- SCAP — вимірювання відбиття вітриніту та мацеральний аналіз вугілля;
- DOMVR — вимірювання відбиття дисперсної витринітової органічної речовини;
- CBAP — петрографічний аналіз вугільних сумішей.

Програма акредитації для аналітиків органічної петрографії (рефлективний та мацеральний аналіз).
International Committee for Coal and Organic Petrology пропонує курси з органічної петрології.